# Bjelotrbi zovoj
Bjelotrbi zovoj (lat. Pterodroma incerta) je morska ptica iz porodice zovoja koja je endem južnog Atlantskog oceana. Gnijezdi se u ogromnim kolonijama na otocima Tristan da Cunha i Goughu, a kreće se i na moru od Brazila do Namibije.
Većinom se hrani lignjama, koje prema nekim znanstvenim istraživanjima zauzimaju 87% njezine prehrane. Nekad se hrani i ribama iz porodice Myctophidae, jer se noću uzdižu na površinu, baš kao i rakovi.

## Vanjske poveznice
|  | Zajednički poslužitelj ima još gradiva o temi Pterodroma incerta |
|  | Wikivrste imaju podatke o taksonu Pterodroma incerta             |